# Dioon spinulosum
Dioon spinulosum är en kärlväxtart som beskrevs av William Turner Thiselton Dyer och August Wilhelm Eichler. Dioon spinulosum ingår i släktet Dioon och familjen Zamiaceae. IUCN kategoriserar arten globalt som starkt hotad. Inga underarter finns listade i Catalogue of Life.

## Bildgalleri

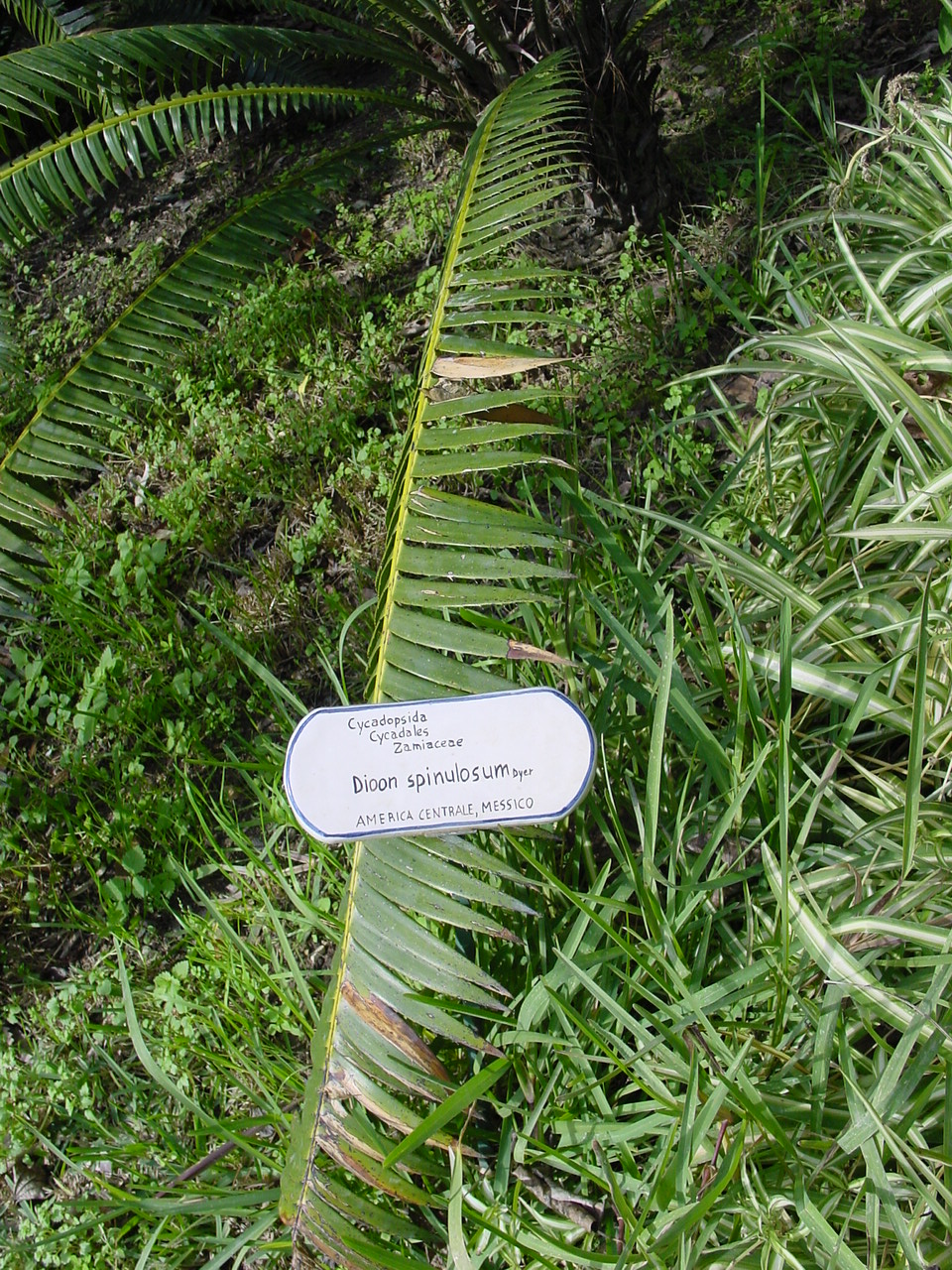
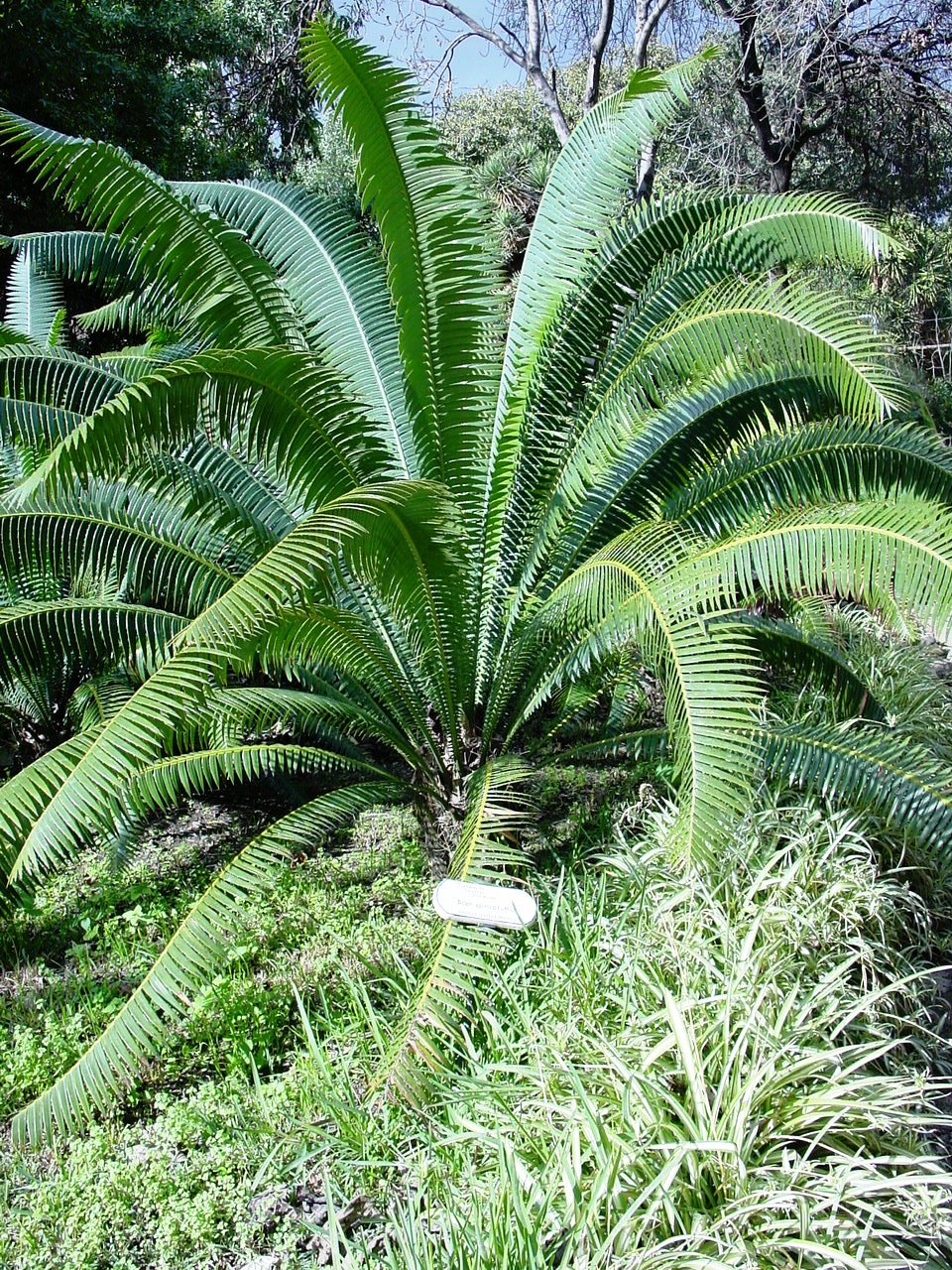
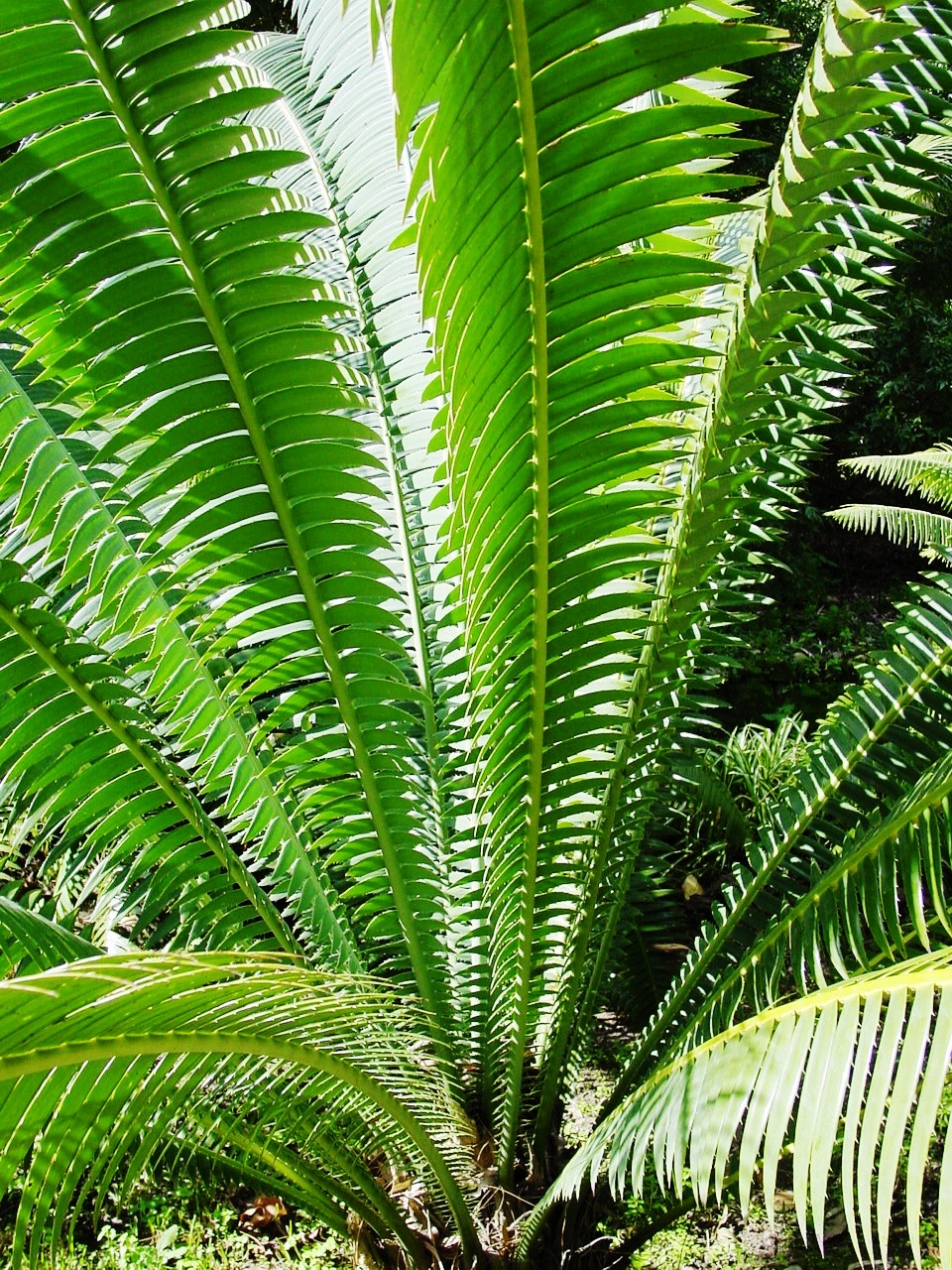
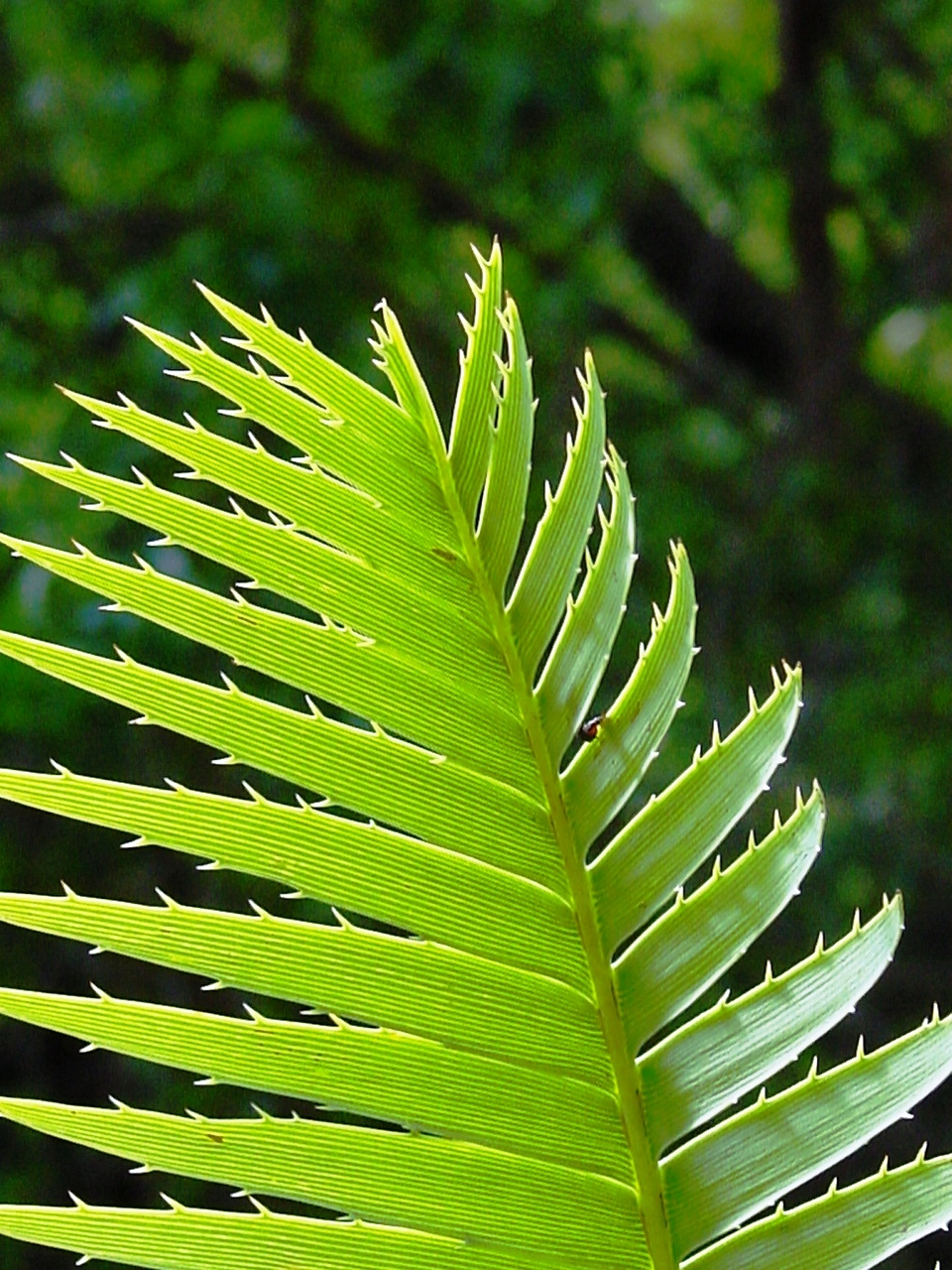
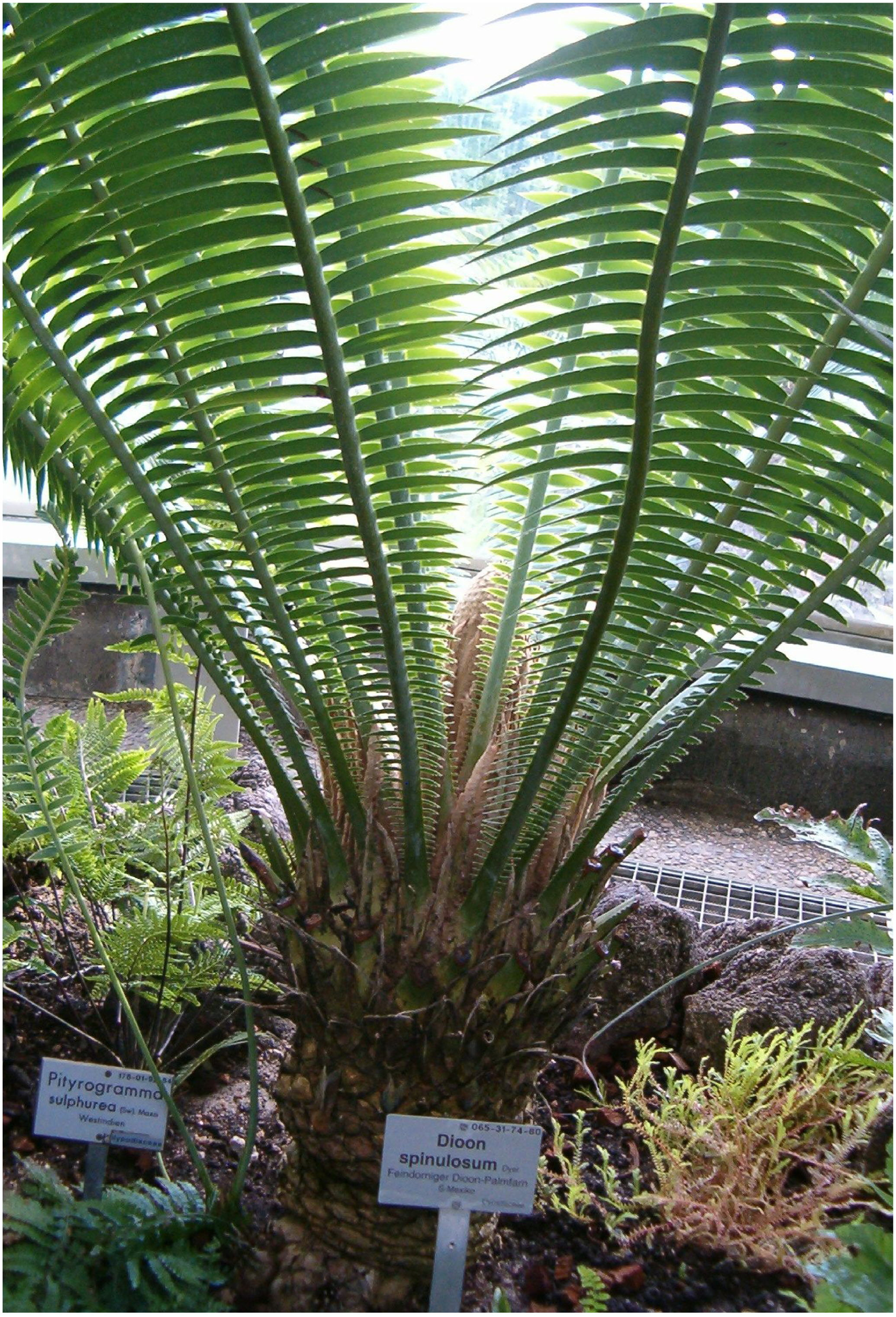
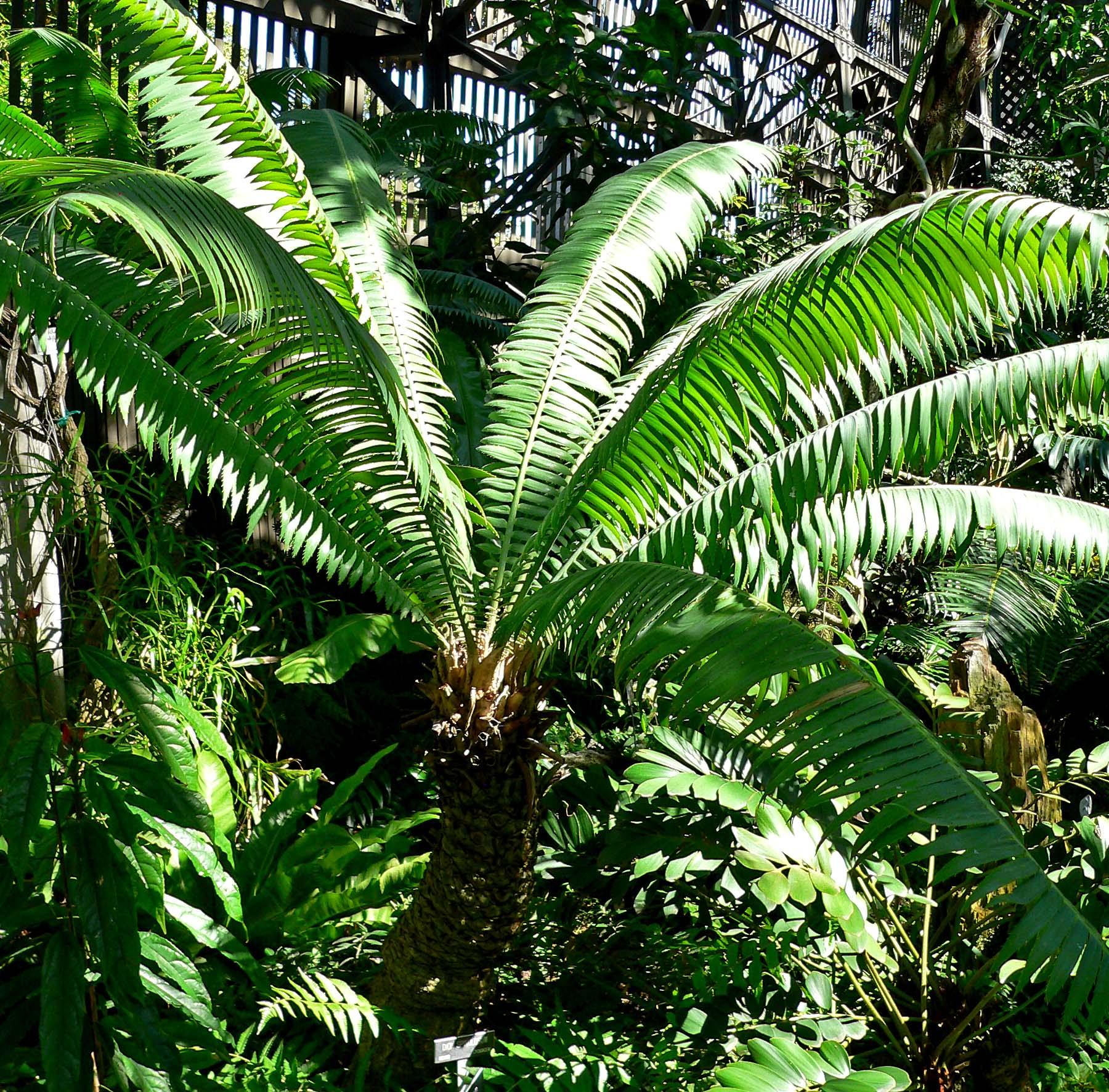